# Канджурухан (стадіон)
Стадіон «Канджурухан» (індонез. Stadion Kanjuruhan) — багатоцільовий стадіон у Маланзі, Східна Ява, Індонезія. В даний час використовується в основному для футбольних матчів. Стадіон вміщує 42 449 осіб і є домашньою ареною «Ареми», футбольної команди Першої ліги країни. Він також використовується клубом «Персекам» з третьої ліги.

## Історія
Стадіон був збудований у 1997 році, вартість будівництва оцінювалася в 35 мільярдів рупій. 9 червня 2004 року стадіон був відкритий президентом Мегаваті Сукарнопутрі. Відкриття стадіону, що належить окрузі Маланг, ознаменувалося матчем Першої ліги 2004 року між «Аремою» та «Слеманом» і завершився перемогою «Ареми» з рахунком 1:0.
Стадіон був відремонтований у 2010 році для можливості проведення матчів Ліги чемпіонів АФК 2011 року, в результаті чого було покращено якість освітлення.

## Трагедія
1 жовтня 2022 року 172 вболівальники «Ареми» та 2 поліцейські загинули після того, як натовп уболівальників «Ареми» вибіг на футбольне поле та влаштував сутички та тисняву на стадіоні.

## Галерея

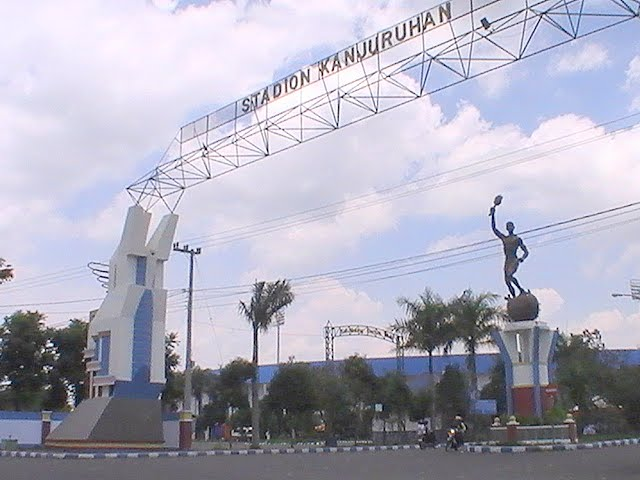
Вхід до стадіону.
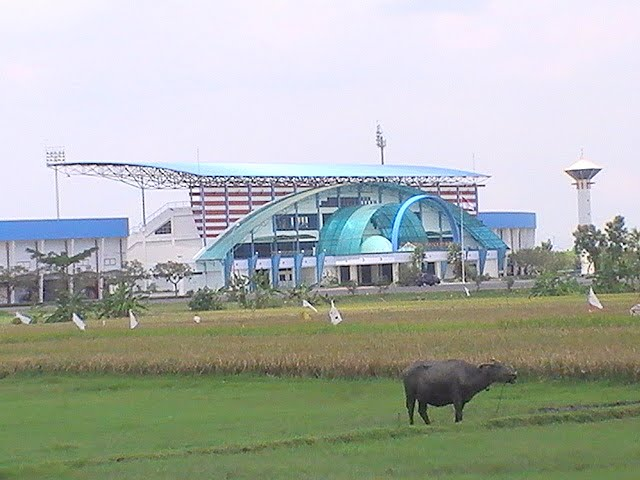
Вид на стадіон з рисових полів.
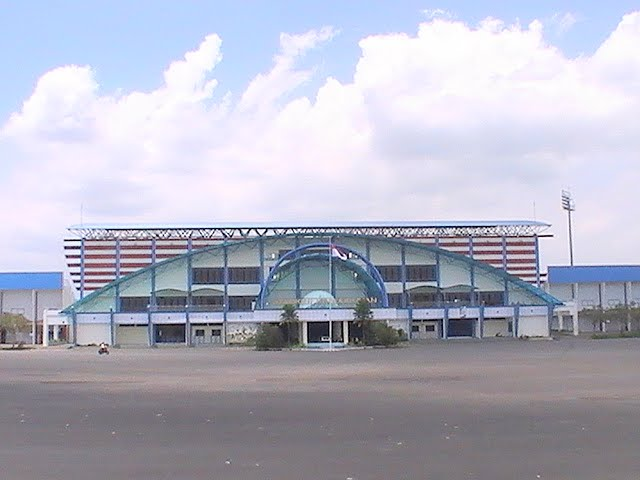
Зовнішній вигляд стадіону
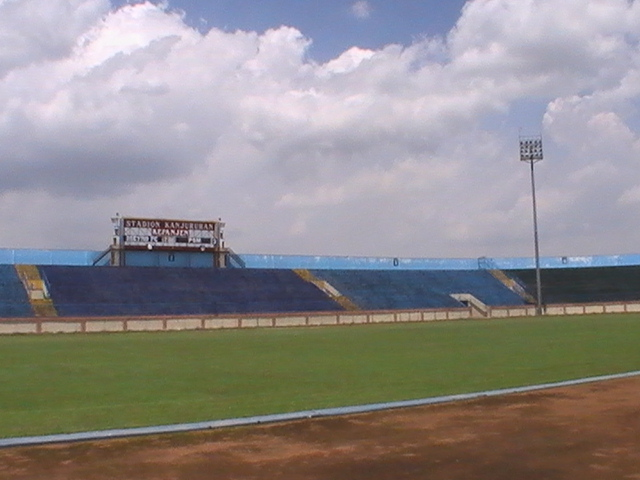
Футбольне поле стадіону.